# 미하엘 코간
미하엘 미샤 코간(러시아어: Майкл Коган, 1920년 1월 1일 ~ 1984년 2월 5일)은 유대계 소련인의 회사 사업가이자, 일본의 타이토 설립자이다.

## 생애 초기
미하엘 코간은 1920년 1월 1일 우크라이나 소비에트 사회주의 공화국 오데사(現 우크라이나 오데사에서 칼만/리바 코간 부부 사이에서 태어났다. 그의 가족은 러시아 혁명을 피해 만주의 하르빈에 정착한 유대인들 중 하나였다. 후에 그는 거기서 일본군 소속 대령이자 유럽의 유대인 난민들을 만주국에 정착시키려는 계획인 복어계획의 입안자인 야스에 노리히로를 만나게 된다. 그는 1939년에 도쿄로 이동하여 와세다 대학경제학과에서 전쟁기간 동안 공부했다. 그는 1944년 톈진으로 이동하여 태동양행을 세웠다가 패전 후 1950년에 일본으로 돌아와 도쿄도 세타가야 구에 정착한다.

## 경력
미하엘 코간은 상하이에서 1944년 태동양행(太東洋行)을 세웠다. 처음 한 사업은 천연 가발, 바닥 깔개 , 그리고 빗자루를 파는 직업이었다. 1950년 중국이 국공내전으로 인해 공산화되자 그는 일본으로 돌아와 다시 같은 이름으로 의류 도매업을 하지만, 생산품의 지속적인 손실과 근무 태만으로 인해 태동양행은 재정적으로 어려움을 겪었고, 결국 상장폐지되었다.
1953년 8월 24일, 코간은 타이토 무역 주식회사(株式会社太東貿易)로 처음부터 다시 창업했고, 보드카 자판기나 주크박스를 처음에는 수입했다가 나중에는 자체생산하였다.
1956년에 순수 일본산 주크박스 1호기를, 1964년에는 1964 도쿄 올림픽에 맞춰서 오늘날의 파치슬롯의 원형인 '올림피아 게임'을, 다음해 1965년에 최초의 인형뽑기 '클레인602' 등을 지속적으로 만들면서 유명해졌다.
1972년에 상표를 지금의 사명인 株式会社タイトー(주식회사 타이토)로 변경하였고, 다음해 1973년에 아타리의 PONG을 카피한 게임이자 최초의 일본산 게임 《'ELEPONG'(エレポン)》을 해외에 출시하였다. 일본판은 심플하게 축구 (Soccer).
1977년, 아타리의 《브레이크 아웃》(BREAKOUT)을 라이센스 받은 타이토에서는 독자적으로 개량하여 '벽돌깨기'(ブロックくずし)라는 제목으로 테이블식 캐비닛을 통해서 전국의 찻집에 널리 퍼트렸다. 이 방식은 스페이스 인베이더로 이어졌는데, 《스페이스 인베이더》(1978)가 대박을 터트리면서 어마어마한 이득을 거머쥐게 되며 게임회사로 완전히 변모했다. 스페이스 인베이더가 만들어진 퍼시픽공업 주식회사는 본사에서 1963년 카나가와현 요코하마 츠나시마(綱島) 시(市)에 설립한 개발부문의 자회사. 스페이스 인베이더의 개발자, 니시카도 토모히로(당시 직책은 엔지니어)도 이곳의 소속으로 여러 전자(電子)기계 게임을 제작하였다. 이후 '中央硏究所(추오연구소)'로 명칭을 변경하였으며, 1995년 3월에 쿠마가야 연구소와 오사카연구소를 흡수하였다. 이후 2001년에 요코하마에 있는 '海老名開発センター(에비나 개발센터)'에 기능이 이전되었다. 이후, 에비나 개발센터도 2014년에 다른센터와 통합되면서 건물은 매각되어 폐쇄, 2015년에 전부 철거되었다.
이외에도 1972년부터 1985년까지, 브라질에 해외 지사를 세워서 1970년대 브라질의 아케이드 산업에 커다란 영향을 끼쳤다.
1973년, 미국 일리노이주 엘크 크로브 빌리지에 타이토 미국 지사(Taito America Corpation)를 설립하여, 1996년까지 존속시켰다. 미국 지사는 타이토 본사의 게임 뿐만이 아니라, 해외 마케팅 능력이 부족했던 일본 게임회사들인 UPL, 카네코, 테크노스 재팬, 토아플랜, 유니버설 엔터테인먼트 등의 작품을 배급/보급시켰고, 자체적으로 게임을 제작하여 미국 뿐만 아니라 역으로 일본에 배급/보급 시키기도 하였다.
1984년 2월 5일, 그는 로스앤젤레스로 사업 차 여행을 가다 급성 심근경색으로 사망했다. 그의 사후 회장직은 아들인 아브라함 '아바' 코건이, 사장직은 나카니시 아키오가 이어받았다. 2년 후인 1986년에 프린터, 핸드폰 등으로 유명한 전자제품 대기업인 교세라가 타이토를 인수했다.

## 가족
코간은 아샤 카차놉스키(1924년 7월 6일생)와 결혼하여 아들 아브라함(1947년 1월생)과 딸 리타(1949년 6월생)를 낳았다. 두 사람은 미하엘이 죽을 때까지 결혼 생활을 유지했다. 아샤는 도쿄에 살았고, 아바는 모나코에 살았으며 한때는 타이토 브라질 지사의 지사장을 1972년부터 1985년 사업을 청산할 때까지 역임했다. 리타는 남캘리포니아에 살았으며, 2019년 사망할 때까지 보스 필름 스튜디오의 설립자이자 아카데미 시각 효과상을 수상한 감독인 리처드 에드룬드와 결혼했다.
아바는 타이토사의 주식을 1999년 9월 30일까지 7.16%를 보유하고 있었고, 리타는 8.50%를 보유하고 있었으며, 아샤는 2005년 3월 31일까지 2.13%를 보유하고 있었다.2013년 12월 21일 아샤가 세상을 떠난 후 해외 부동산 상속세 약 100억엔이 미납된 것으로 밝혀졌다.